# 奧瓦丹·德佩
奧瓦丹·德佩，名字的意思是“風景如畫的山丘”，是土庫曼斯坦阿哈爾州的政治犯監獄，位於阿什哈巴德西北70公里處的卡拉庫姆沙漠中的低地，周圍環繞著群山，距離最近的道路約6公里，由前總統薩帕爾穆拉特·尼亞佐夫政權建立，用於監禁政治反對派支援者，前公職人員和被指控支援瓦哈比主義的囚犯。
安全級別是嚴格。

## 歷史
監獄的規劃是在2002年11月企圖暗殺尼亞佐夫總統和隨後的鎮壓浪潮之前不久開始的，該監獄建於2002年至2008年，使用鋼筋混凝土，計劃可容納約150名囚犯(實際上，它容納的人數是其幾倍），由6個街區26個牢房組成。一個單獨的最高安全區容納了頑固的罪犯。該建築群周圍環繞著三圈圍欄，由內政部的一個特別軍事單位守衛。第二環和第三環由內政部、國家安全部、國防部和總檢察長辦公室的軍人守衛。還有單獨的營房，裡面有一個特種部隊，在發生騷亂時進入監獄。平日嚴禁監獄工作人員與囚犯接觸。
在尼亞佐夫統治期間，新任命的官員被帶到監獄參觀以恐嚇他們。2006年12月，就在尼亞佐夫死後，奧瓦丹-德佩爆發了監獄騷亂。人權活動人士報告說，在鎮壓騷亂期間，有23名囚犯被槍殺。另一次騷亂發生在2007年，當時囚犯開始割脈並集體刺傷腹部，以抗議持續的毆打和酷刑。抗議者隨後被銬在牢房欄杆上，監獄長在他們的傷口上撒鹽。在鎮壓騷亂和解雇監獄長之後，行政部門對囚犯的行為略有改善。
在尼亞佐夫總統任期內，奧瓦丹-德佩專門用於關押“失寵”的政治犯和政治家，但自2007年以來，刑事罪犯也被帶到監獄，被判犯有嚴重罪行的囚犯也被關押在這監獄中，直到2014年他們被轉移到其他監獄。之後，宣佈將通過安裝新的供水管線，修理衛生設施和安裝熱水器來翻新監獄。

## 監獄佈局和條件
奧瓦丹-德佩監獄的特點是拘留條件極差：牢房夏天很悶熱，冬天很冷，衛生條件差，缺乏飲用水、食物和藥品，醫療條件差。在一些牢房中，囚犯被關押在極其狹窄的牢房中，另一些則被關押在圓柱形的黑暗單獨牢房中。一些牢房的天花板很低，這沒有給囚犯伸腰到最大高度的機會。囚犯（主要是政治犯和“瓦哈比派”）完全被剝奪了與外界的聯繫：在奧瓦丹德帕，禁止探親、他們的任何廣播以及報紙、電視、廣播和電話。此外，當局嚴格禁止國際觀察員、人權、人道主義和宗教組織代表探訪監獄。
根據從前囚犯那裡收到的資訊，由於惡劣的氣候條件、酷刑和缺乏適當的醫療護理，奧瓦丹·德佩的囚犯因疾病（特別是肺結核）和疲憊而死亡率很高，自殺和精神失常的比例也很高。毆打和欺淩被認為是司空見慣的。被判處無期徒刑的囚犯長期戴上鐐銬。此外，還有在指甲下扎針、勒頸、電擊酷刑、性暴力、強迫服用精神科藥物、剝奪食物和水的情況。親屬不被告知囚犯的死亡，也沒有認屍。奧瓦丹-德佩的囚犯也不獲特赦。
截至2014年初，政治犯被關押在第五區，他們由國家安全部的雇員中單獨看守（一般罪犯和“瓦哈比派”由內政部的雇員看守）。囚犯的衣服在當地的縫紉店以每年一套的速度縫製。普通囚犯的胸前貼著寫有刑法名稱和條款的標籤，政治犯的背上縫著編號，背上刻著“祖國叛徒”字樣。政治犯每10天用冷水洗一次澡，而且只在晚上洗澡。
被指控屬於瓦哈比派的囚犯被關押在第七和第八街區。此外，名譽掃地的高級官員（部長、檢察官和將軍）在第七街區的單獨監禁牢房服刑。在第八區的幾個牢房裡，有外國人被關押——土耳其人、伊朗人、阿富汗人。
囚犯每天可收到175克麵包，每天早晚吃粥和晚餐 - 每個牢房有一碗有五個土豆的湯。